# Ankasocris striatus
Ankasocris striatus är en fjärilsart som beskrevs av Pierre E.L. Viette 1965. Ankasocris striatus ingår i släktet Ankasocris och familjen bastardsvärmare. Inga underarter finns listade i Catalogue of Life.